# Gérard Vossius
Gérard Jean Vossius (Voss) (Heidelberg, marzo de 1577 - Ámsterdam, 17 de marzo de 1649), fue un profesor universitario neerlandés del siglo XVII, que enseñó historia, filosofía, teología, y griego. Publicó también diversas obras sobre historia, retórica, y gramática, así como un diccionario etimológico.

## Biografía
Gérard Vossius fue profesor de griego en Leiden, de filosofía en Steinfurt, y después director del Collège Théologique de Leyde. Fue suspendido en 1620 por ser arminianista, y entonces pasó a ocupar el cargo de Rector en la Universidad de Ámsterdam (1631).
Fue el padre del bibliófilo Isaac Vossius (1618-1689).

## Principales publicaciones
Sus obras completas en latín forman seis volúmenes, y fueron publicadas en Ámsterdam en 1701.
- Histoire du Pélagianisme (escrito que estuvo en el origen de su destitución).
- Traité de l'Idolâtrie.
- De la manière d'écrire l'histoire.
- Dictionnaire étymologique.
- Traités sur la Rhétorique, la Grammaire, la Poétique.
- De baptismo Disputationes XX et una de sacramentorum vi atque efficacia, Apud Ludovicum Elzevirium, Amstelodami, 1648.